# Detlev Albers

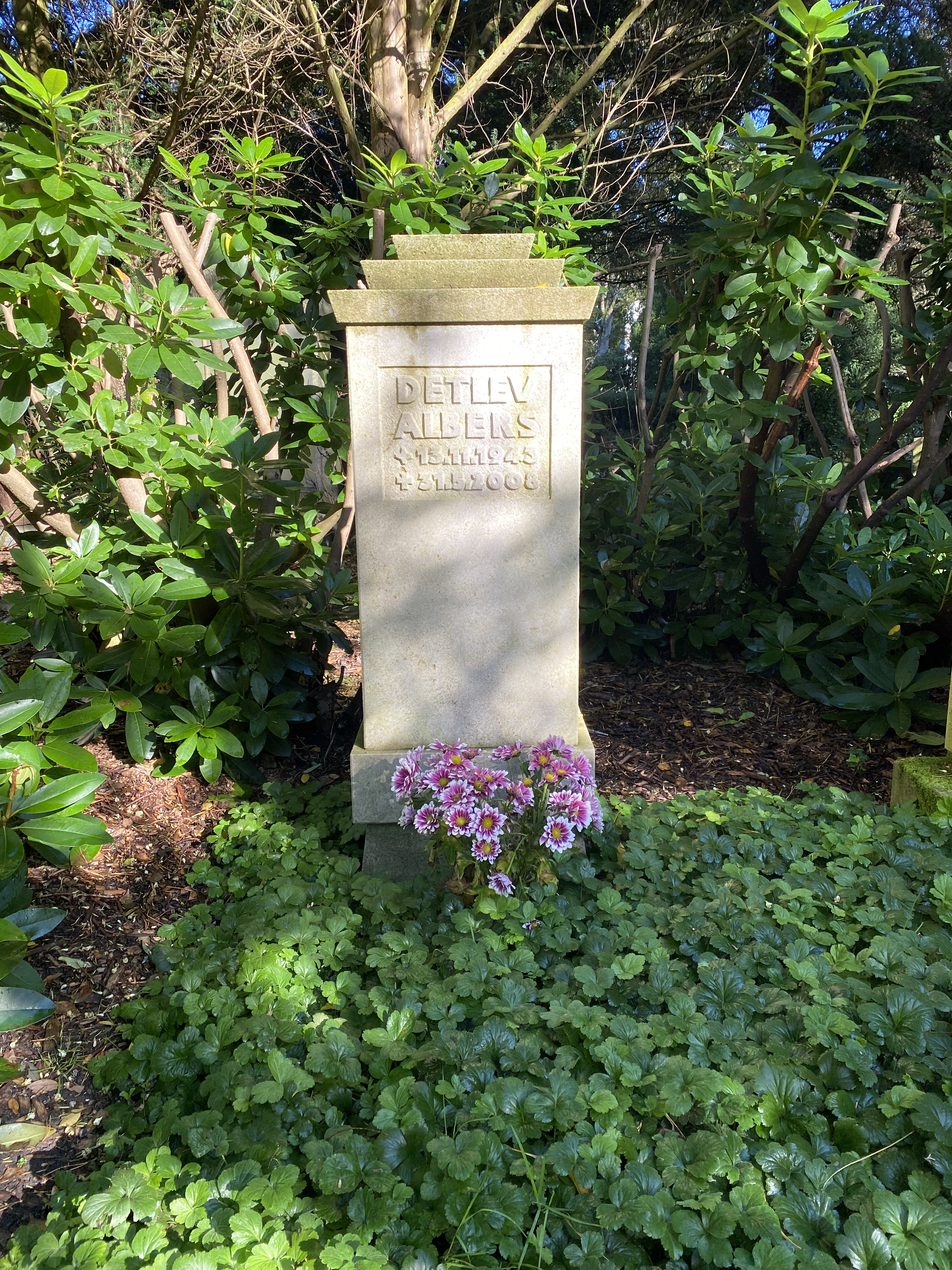
Grabstätte auf dem Friedhof Ohlsdorf

Detlev Albers (* 13. November 1943 in Goslar; † 31. Mai 2008 in Bremen) war ein deutscher Politikwissenschaftler und Politiker (SPD). Er war von 1979 bis zu seinem Tod Professor an der Universität Bremen und von 1995 bis 2004 Landesvorsitzender der SPD Bremen.
Bekannt wurde er bereits als Student durch eine Aktion, bei der er anlässlich der Rektoratsübergabe an der Universität Hamburg am 9. November 1967 gemeinsam mit seinem Kommilitonen Gert Hinnerk Behlmer das Transparent „Unter den Talaren – Muff von 1000 Jahren“ entrollte.

## Biografie

### Ausbildung
Albers machte 1963 Abitur in Hamburg und studierte zunächst in Bonn und dann in Hamburg Rechts- und Sozialwissenschaften. Er war 1966/1967 Vorsitzender des Hamburger AStA und setzte sich in Bezug auf die Mitbestimmung an deutschen Hochschulen für die sogenannte Drittelparität zwischen Professoren, dem akademischen Mittelbau und den Studenten ein. Nach dem Ersten juristischen Staatsexamen (1969) war er 1969–1972 wissenschaftlicher Mitarbeiter an der Hamburger Forschungsstelle der Vereinigung deutscher Wissenschaftler, die Carl Friedrich von Weizsäcker leitete. 1973/1974 arbeitete er bei Horst Kern als wissenschaftlicher Mitarbeiter am Sozialwissenschaftlichen Seminar der Technischen Universität Hannover und promovierte an der FU Berlin mit einer Arbeit über Ursache und Verlauf sozialer Konflikte, dargestellt am Beispiel der italienischen Streikbewegung 1968–1971 zum Dr. phil.

### Wissenschaft
Ende 1974 erhielt Albers eine Assistenzprofessur, dann eine Professur im Studiengang Politikwissenschaft der Universität Bremen. 1977–1981 war er Konrektor der Uni Bremen, 1983–1985 Sprecher des Fachbereiches Human- und Gesellschaftswissenschaften und Beauftragter für die Lehre im Studiengang 1992/1993. 1986 wurde Albers Vorstandsmitglied der Akademie für Arbeit und Politik (bis 1993) und 1992 Mitglied des Konversionsbeirats im Land Bremen (bis 1996). 2001 gründete er am Institut für Politikwissenschaft das Bremer Forum für Europäische Regionalpolitik (BFER) und übernahm dessen Leitung.
2004 gründete er die elektronische Zeitschrift Social Europe Journal (SEJ) und wirkte bis zu seinem Tod als deren Chefredakteur.

### Politik
Albers war seit 1966 Mitglied der SPD, von 1987 bis 1995 Mitglied im Beirat der Bremer Neustadt. Von 1999 bis 2007 gehörte er dem Bundesvorstand der SPD an. 1993 bis 2004 war er Mitglied des Landesvorstands der SPD Bremen, dabei von 1995 bis 2004 als Landesvorsitzender. Albers war bis zu seinem Tod Mitglied des SPD-Parteirates und der SPD-Grundwertekommission. Außerdem wirkte er mit am SPD-Grundsatzprogramm von 2007, dem Hamburger Programm.

### Tod
Albers starb im Alter von 64 Jahren an einem Schlaganfall. Bei der Trauerfeier in der Bremer Liebfrauenkirche hielten Heidemarie Wieczorek-Zeul, Jens Böhrnsen und sein alter Kommilitone, der ehemalige Hamburger Kulturstaatsrat Gert Hinnerk Behlmer, die Reden. Beigesetzt wurde er auf dem Hamburger Friedhof Ohlsdorf. Die Grabstätte liegt im Planquadrat AC 8 am Stillen Weg, südlich von Kapelle 8.
Sein Bruder Kersten Albers ist Vorsitzender der Freunde des Museums der Arbeit in Hamburg.

## Veröffentlichungen
- mit Werner Goldschmidt und Paul Oehlke: Klassenkämpfe in Westeuropa. Frankreich, Italien, Grossbritannien. Rowohlt, Reinbek bei Hamburg 1971, ISBN 3-499-11502-6
- Ursachen und Verlauf sozialer Konflikte, dargestellt am Beispiel der italienischen Streikbewegung, 1968-1971. Dissertation. Freie Universität Berlin, 1974
- mit Kurt Neumann und Kurt Wand (Hrsg.): Orientierungsrahmen, ohne Alternative? Zur Diskussion um Alternativen sozialdemokratischer Politik. dvk-Verlag Obiora, Berlin 1976, ISBN 3-88107-008-7
- Demokratie und Sozialismus in Italien. Der „historische Kompromiss“ und die Strategie der Parteien und Gewerkschaften. Campus, Frankfurt / New York 1978, ISBN 3-593-32263-3
- mit Josef Hindels und Lucio Lombardo Radice (Hrsg.): Otto Bauer und der „dritte“ Weg. Die Wiederentdeckung des Austromarxismus durch Linkssozialisten und Eurokommunisten. Campus, Frankfurt am Main / New York, NY 1979, ISBN 3-593-32617-5
- mit Josef Cap, Pietro Ingrao und Didier Montchane (Hrsg.): Perspektiven der Eurolinken. Campus, Frankfurt am Main / New York, NY 1981, ISBN 3-593-32836-4
- (Hrsg.): Kapitalistische Krise und Strategien der Eurolinken. Fragen einer sozialistischen Politik in Westeuropa. spw-Verlag, Berlin 1982, ISBN 3-922489-03-6
- (Hrsg.): Westeuropäische Gewerkschaften. Krisenbewältigung im Vergleich. Argument, Berlin 1983, ISBN 3-88619-085-4
- Versuch über Otto Bauer und Antonio Gramsci. Zur politischen Theorie des Marxismus. Argument, Berlin 1983, ISBN 3-88619-032-3
- mit Franco Andreucci (Hrsg.): Der Weg der Arbeiterbewegung nach 1917. Zur sozialistischen Theorie in der Zwischenkriegszeit. Campus, Frankfurt am Main / New York, NY 1985, ISBN 3-593-33498-4
- mit Horst Heimann & Richard Saage (Hrsg.): Otto Bauer, Theorie und Politik. Argument, Berlin 1985, ISBN 3-88619-129-X
- mit Kurt Neumann (Hrsg.): Über Irsee hinaus! Zur Kritik am Programmentwurf der SPD. spw-Verlag, Berlin 1987, ISBN 3-922489-09-5
- Sozialismus im Westen. Erste Annäherungen: Marxismus und Sozialdemokratie. Argument, Berlin / Hamburg 1987, ISBN 3-88619-364-0.
- mit Frank Heidenreich, Heinrich Lienker und Kurt Neumann (Hrsg.): Sozialismus der Zukunft. Grundlagen für das neue Programm der SPD. spw-Verlag, Berlin 1988, ISBN 3-922489-11-7.
- mit Frank Deppe und Michael Stamm (Hrsg.): Fernaufklärung: Glasnost und die bundesdeutsche Linke. Kiepenheuer & Witsch, Köln 1989, ISBN 3-462-01988-0
- (Hrsg.): Regionalpolitik der europäischen Gewerkschaften. Eine vergleichende Bestandsaufnahme für Grossbritannien, Frankreich, Italien, Spanien und Deutschland. Bund-Verlag, Köln 1993, ISBN 3-7663-2428-4
- mit Andrea Nahles (Hrsg.): Linke Programmbausteine. Denkanstöße zum Hamburger Programm der SPD. Vorwärts-Buch, Berlin 2007, ISBN 978-3-86602-020-7.